# Gnaphosa oceanica
Gnaphosa oceanica är en spindelart som beskrevs av Simon 1878. Gnaphosa oceanica ingår i släktet Gnaphosa och familjen plattbuksspindlar.
Artens utbredningsområde är Frankrike. Inga underarter finns listade i Catalogue of Life.